# Michelle Grangaud
Pour les articles homonymes, voir Grangaud.
Michelle Grangaud est une poétesse française née le 11 octobre 1941 à Alger et morte le 15 janvier 2022 à Brie-Comte-Robert.

## Biographie
Dès sa petite enfance, elle éprouve un amour immodéré pour la langue française, fascinée par les lettres qui « bougeaient comme des insectes tant qu’elle ne savait pas les lire ». À l'adolescence, elle découvre Proust « Il m’a formée intellectuellement dans ma façon de voir, d’appréhender, de comprendre le monde et la société ».
Elle aimait à dire qu’elle était née en Anagramme, pays où toutes les lettres sont égales. En 1962, elle quitte l’Algérie avec sa famille pour s’installer à Montpellier. Son père était chercheur en chimie biologique, sa mère professeur de mathématiques, elle enseigne les lettres classiques jusqu'en 1977 avant de devenir attachée d’administration au rectorat.
Elle se fait connaître en 1987 en publiant Mémento-fragments, ce qui lui vaudra sa cooptation à l'Oulipo en 1995. Elle est la deuxième femme à intégrer le groupe après Michèle Métail. Spécialiste des anagrammes, auxquelles elle a consacré plusieurs ouvrages, des palindromes, elle est la créatrice de la contrainte sexagrammatine et de l'« avion » (abréviation de « abréviation »).
Elle est membre du comité de rédaction de la revue Poésie.
Elle décède le 15 janvier 2022 à Brie-Comte-Robert.

## Œuvres
- Mémentos-fragments, P.O.L, 1987 : Poèmes anagrammatiques composés à partir de titres de livres, de tableaux, d’œuvres musicales ou de citations : chaque vers est une anagramme exacte du titre ou de la citation en question[7].

Attention du calme le sein 

tète un clin d’œil amantes 

Dalí contient la menteuse

la miette d’inconnu s’étale 

attends une colline t’aime.

L’Éducation sentimentale
- Stations, P.O.L, 1990 : Poèmes anagrammatiques à partir du nom des stations du métro parisien
- Renaîtres, Ecbolade, 1990
- Geste, P.O.L, 1991 : L'infra-ordinaire en 1000 narrations de 5/5/11 vers.

Les doigts écartés

geste de la main

sur son front, pour remettre en place une mèche.

En s'asseyant sur 

la banquette il sent

la tiédeur laissée là par un autre corps.
- Jours le jour, P.O.L, 1994
- On verra bien, éditions Guère épais, 1996
- Poèmes fondus, P.O.L, 1997 : Traduction dans la forme du haïku (5/7/5 syllabes) des sonnets comme Les Regrets de Du Bellay, Les Trophées de Heredia, Les Fleurs du Mal de Baudelaire, ou Les Chimères de Nerval[8].

Victor Hugo : Feuillets d'automne

Elle court aux forêts où dans l'arbre indécise

Flottent tant de rayons, de murmures, de voix

Trouve la rêverie au premier arbre assise

Et toutes deux s'en vont ensemble dans les bois !

Poème fondu

Tant de forêts flottent,

L'arbre court, les bois s'en vont

ensemble dans l'arbre.
- État civil, P.O.L, 1998 : à partir des registres d'état-civil

Il dit que tout le monde se ressemble, et bien sûr, il a raison, mais moi je trouve que tout le monde est quelqu'un d'autre et j'ai raison aussi.

Une personne est à la fois quelqu'un, personne et tout le monde.

La foire aux livres d'occasion est éclairée par des lanternes de papier couvertes d'idéogrammes.
- Souvenirs de ma vie collective, P.O.L, 2000 : « marabout de ficelle érudit et géant[1] », 2357 souvenirs (nombre composé par les 4 premiers nombres premiers)

Bris de mot ou de vers pouvant donner lieu à des redistributions étonnantes.

Antonyme d'humain qui n'est pas forcément inhumain.

Mendès-France instituant un dispositif social faisant une large place à la distribution de lait
- Calendrier des poètes, P.O.L, 2001 : une année de 367 jours pendant laquelle Emma Bovary invente Gustave Flaubert
- Le bébégaiement du beau Beaubourg, Éditions de l’Attente, 2001

Canton, Canton, quand on entre dans la bible, dans la bibliothèque parmi les preux, parmi les premiers, 

ce qu’on voit d’abord c’est la lu, la lumière du jour. La lumière du jour contient la lecture qui contient le monde qui contient la lumière du jour.
- Calendrier des fêtes nationales, P.O.L, 2003 : calendrier d'événements arrivés le même jour, mais pas la même année, sans utilisation de pronoms ni d'articles définis.
- Les Temps traversés, P.O.L, 2010 : poèmes écrits à partir du Dictionnaire historique de la langue française d'Alain Rey dans la forme Morales élémentaires de Raymond Queneau.

### Fascicules deLa Bibliothèque oulipienne
- Formes de l'anagramme, no 75, 1995
- D'une petite haie, si possible belle, aux Regrets, no 76, 1995
- Oulipo fondu, no 95, 1998
- hahaôahah, no 101, 1998
- Un voyage divergent, no 113, 2001
- Une bibliothèque en avion, no 115, 1999
- Millésimes,  no 177, 2001, 2009
- Millésimes II, no 192, 2001, 2011

### Ouvrages collectifs
- La Bibliothèque de Poitiers, Rennes, avec Jacques Jouet et Jacques Roubaud, Presses Universitaires de Rennes, 1999.
- Marquise vos beaux yeux, Lyon, avec Liliane Giraudon, Josée Lapeyrère, Anne Portugal, Éditions le Bleu du ciel, 2005, 122 p.  (ISBN 978-2-915232-25-7)

## Réception

### Articles critiques
- (en) Peter Consenstein, « Michelle Grangaud's Qualia Poems—"Geste" », L'Esprit créateur, vol. 49, no 2,‎ 2009 (lire en ligne)
- (en) Greg Kerr, « Taking leave of one’s self: Michelle Grangaud between propre and commun », UCL Press, Comparative Literature and Culture,‎ 2021 (lire en ligne)
- (en) Raluca Manea, « Michelle Grangaud's Geste: An Anti-Epic of Everyday Life », French Forum, vol. 40, nos 2/3,‎ 2015 (lire en ligne)

- Christelle Reggiani, « Être Oulipienne : contraintes de style, contraintes de genre ? », Études littéraires, vol. 47, no 2,‎ été 2016 (lire en ligne)
- Virginie Tahar, « Les oulipiennes sont-elles des oulipiens comme les autres ? », dans Femmes à l'œuvre dans la construction des savoirs, Université Gustave Eiffel, 2020 (ISBN 978-2-9566480-6-2, lire en ligne)